# 神経

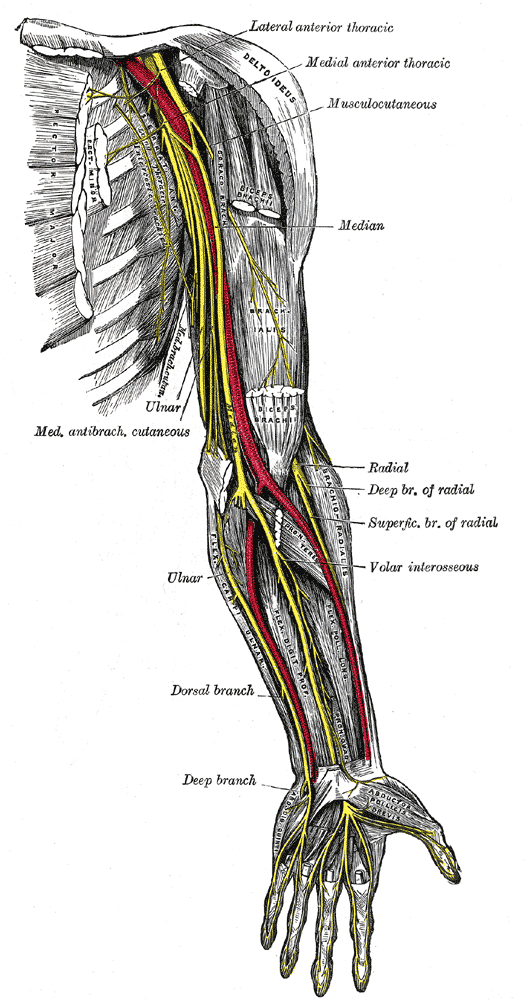
神経 (黄色)

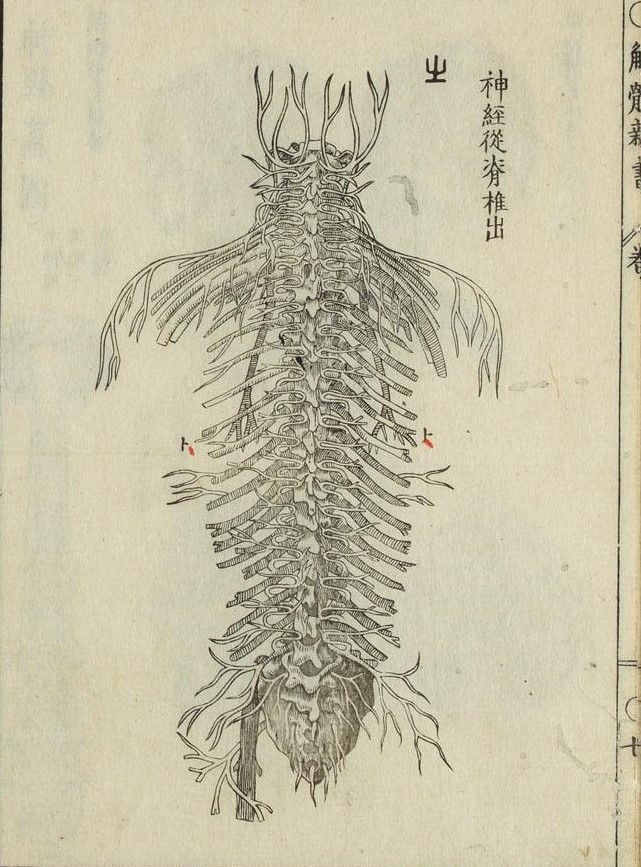
解体新書序図に記載された神経

神経（しんけい、英: nerve）は、動物に見られる組織。情報伝達の役割を担う。
日本語の「神経」は、杉田玄白らが解体新書を訳す際、神気と経脈を合わせた造語をあてたことが由来。これは現在の漢字圏でもそのまま使われている。なので、解体新書が刊行された1774年（安永3年）以前にない言葉である。

## 構造と組織
全体の構造からみると、情報の統合のため体正中部に集合して存在する中枢神経系と、中枢外に存在し、個別に線維として認識される末梢神経系とに分けられる。末梢では、繊維（線維）の形態が神経繊維束として明瞭に認められるために、これのみを「神経」と呼ぶことも多い。神経細胞の核を含む部分は「核周部 (perikaryon)」と呼ばれ、小胞体やゴルジ体を含み、タンパク合成の中心的部分となっている。神経細胞は多数の突起を持つが、これらは核周部に向かって情報を運ぶ「樹状突起 (dendrite)」と、核周部から離れた方向に情報を運ぶ「軸索 (axon)」とに分類される。軸索の末端は他の神経や効果器官と、わずかな空間 (1/50,000mm) を隔ててシナプスを形成する。
神経細胞や軸索が単独で存在することは少なく、集団をなすことが多い。一定の機能を持つ神経細胞の核周部が、中枢において集まった場合、この集団を「神経核 (nucleus)」と呼び、末梢では「神経節 (ganglion)」という名で呼んでいる。また哺乳類では、大脳や小脳の表面に神経細胞が隙間なく並んで層状の灰白質を形成する皮質（大脳皮質、海馬、小脳皮質など）がつくられる。
中枢の核や、末梢の神経節に出入りする神経線維も、まとまって走行することが多いが、各神経線維は直接接するのではなく、神経膠細胞 (neuroglia) によって支持されたり、被覆・絶縁されたりしている。神経軸索を直接被覆するグリア細胞として、有髄神経の鞘を作り、跳躍伝導に寄与することにより、神経の伝導速度を飛躍的に早めているシュワン細胞（中枢では、希突起膠細胞、oligodendroglia）が有名である。末梢では、神経線維は関節や筋肉周辺を走るために、体の運動に伴った伸張・変形が起こる際に、線維をどう守るかが重要である。肉眼的に認められる神経は、グリアに被覆された神経軸索の束が、さらに膠原線維により、神経上膜・周膜・内膜と、三重に取り囲まれた構造物として存在するのである。このようにして末梢神経が多少牽引されても、コラーゲン線維の抗張性により保護される。中枢神経は、多くの場合強固な骨（頭蓋・脊柱）内に格納され、変形することはほとんどないので、コラーゲン成分の少ない部分として知られている。

## 研究史

### 網状説とニューロン説
神経は、19世紀に発達した組織染色技術を適用しても全く染まらず、その染色に懸賞金がかけられる程であった。神経染色に初めて成功したのはイタリアのカミッロ・ゴルジで、1873年に硝酸銀を利用したゴルジ染色を開発した。スペインのサンティアゴ・ラモン・イ・カハールはこの方法を利用し、1887年にニューロンを発見した。しかしシナプス間隙は光学顕微鏡では観察されない狭さだったために、1906年に二人がノーベル賞を授けられた時点では、神経全てが網目を作って一体性をなすというゴルジの考え（網状説）と、神経は多数のニューロン単位から構成されるというラモン・イ・カハールの考え（ニューロン説）が対立していた（ニューロンという名称を提案したのはドイツのハインリヒ・フォン・ワルダイエルである）。電子顕微鏡によって神経細胞の間にシナプス間隙がみつかり、ニューロン説の正しさが証明されたのは、1955年になってからである。

### 伝導と伝達
一つの神経細胞内を膜電位の変化により情報が運ばれることを「伝導」、軸索末端に達した電気的変化が細胞膜の微細構造的変化（開口分泌）を起こして、特有な物質が放出されて情報が運ばれることを「伝達」と呼んでいる。フランスのルイ＝アントワーヌ・ランヴィエは、軸索を取り巻く髄鞘に切れ目があること（ランヴィエの絞輪）に着目し、髄鞘が絶縁体となっていることを示唆した（1878年）。このことをカエルの単一神経線維を使って実験し、跳躍伝導を初めて記録したのは日本の田崎一二（1939年）であった。そして1952年、この電気的興奮が、細胞膜内外のナトリウムイオンとカリウムイオンの濃度勾配の変化（活動電位）によって生じることを示したのは、イギリスのアラン・ロイド・ホジキンとアンドリュー・フィールディング・ハクスリーである。
ニューロン間の伝達が実際に化学的物質の放出を含む現象であることは、オットー・レーヴィ（1924年）が二つのカエル心臓の一方のみの迷走神経を刺激して証明した。この事実から、神経と内分泌調節が特定の化学物質を介した共通点を持つことが理解されるようになり、後年「神経分泌」現象の認知に道が開かれることになった。

## 分類
神経を分類するには、構造的・機能的な観点によるが、一長一短がある。上にあげた中枢と末梢の名称は完全に構造的な区別によるもので、これをさらに推し進めると、脳神経、脊髄神経のように、どの部分から神経が出ているかの細分に続く。しかし中枢と末梢は実際には切れ目なく続いている。
機能的には、運動神経（体性および内臓）と感覚神経（体性および内臓知覚）に大別されるが、内臓の運動・知覚に関係するものは、自律神経としてまとめられ、さらに自律神経は交感神経と副交感神経とに分けられる。また体性運動・知覚に関するものを「動物神経系」、内臓運動・知覚に関するものを「植物神経系」としてまとめることも行われる。しかし一本の末梢神経を例に取っても、純粋に一つの機能を持った神経が束ねられたものは少なく、機能的に異なる神経が混在することから、神経の分類の困難さが分かる。

## 神経系の特徴
内分泌を通じた情報伝達に比較して、
1. 目的の領域だけに極微量の伝達物質が作用するので、作用は限局的である
2. シナプス間隙には、伝達物質を分解する酵素が存在する
3. 伝達速度が非常に速く、効果は短時間で終わるために、刺激は短時間に反復可能となる

という上記のことから、神経が短時間で微細な調節を担うことがわかるであろう。